# Pierre de Savoie (archevêque de Tarentaise)
Pour les articles homonymes, voir Pierre de Savoie et Pierre III.
Pierre de Savoie, mort en 1458, est un prélat savoyard issu de la maison de Savoie, qui a été administrateur de Genève, sous le nom de Pierre III, puis administrateur de Tarentaise au XVe siècle.

## Biographie

### Origines
Pierre de Savoie, dixième enfant et septième fils du duc Louis Ier de Savoie et d'Anne de Lusignan, naît à Genève probablement au début des années 1440. Il a pour parrain Louis II de Chalon-Arlay, Prince d'Orange[réf. nécessaire].

### Carrière épiscopale
Pierre, au moment de l'obtention du siège épiscopal de Genève, est déjà pourvu de l'abbaye Saint-André de Verceil, ainsi que du titre de protonotaire apostolique.
Il est fait administrateur du diocèse de Genève, par bulle épiscopale du 19 juillet 1450,, comme successeur de son grand-père, Amédée VIII, il apparaît dans la liste épiscopale sous le nom de Pierre III. N'ayant pas encore 8 ans, il est mis en possession de l'évêché par le chapitre le 13 janvier 1451, avant même la réception des bulles pontificales. Celles-ci, datées du 28 février suivant, nommaient Jean de Grolée comme administrateur en raison du jeune âge du prince. Jean de Grolée s'en démit le 10 avril en faveur de Thomas de Sur, archevêque de Tarse. Pierre de Savoie est le premier fils des quatre de Louis Ier à occuper le poste.
Son père obtient en 1454 qu'il soit désigné comme administrateur de l'archidiocèse de Tarentaise,,,. Encore étudiant, les « fonctions épiscopales [sont] remplies par son « suffragant » André, évêque d'Hébron »,. Le 15 décembre 1457, il est remplacé par son jeune frère, Jean-Louis,,.

### Mort et sépulture
La fin de son épiscopat est donnée pour l'année 1458. Samuel Guichenon (1660) indique qu'il meurt « à Turin âgé de dix-huit ans le 21 octobre 1458 », date retenue notamment par la Gallia Christiana (t. 16, 1865, 442). François Bonivard (1542) donnait, quant à lui, le 21 août 1459. L'historien suisse, Jean-Daniel Blavignac (1849), donne la date du 31 août 1458. L'historien Jean-Antoine Gautier (1896) conclue pour sa part « ce que dit Guichenon paraît plus vraisemblable, puisqu'il l'a tiré de l'épitaphe même de ce prince, qui se voit sur son tombeau à Pignerol. »
Son corps est inhumé dans l'ancienne église des Franciscains de la ville de Pignerol (Piémont).
Son frère, Jean-Louis, lui succède au diocèse de Genève, tandis que l'archidiocèse de Tarentaise est laissé à Thomas de Sur, confesseur de la duchesse de Savoie, leur mère.